# Schlacht bei Fleurus (1622)
Pilsen – Vražda – Sablat – Weißer Berg – Mingolsheim – Wimpfen – Höchst – Fleurus – Stadtlohn
Westeuropa

Oosterweel – Dahlen – Heiligerlee – Jemgum – Jodoigne – Le Quesnoy – Brielle – Mons – Goes – 1. Mechelen – Naarden – Middelburg – Haarlem – Alkmaar – Geertruidenberg – Leiden – Delft – Valkenburg – Mooker Heide – Schoonhoven – Zierikzee – 1. Antwerpen – Gembloux – Rijmenam – 1. Deventer – Borgerhout – 1. Maastricht – 2. Mechelen – 1. Steenwijk – Kollum – 1. Breda – Noordhorn – Niezijl – Lochem – Lier – Eindhoven – Steenbergen – Ghent – Aalst – 2. Antwerpen – IJsseloord – Empel – Boksum – 1. Grave – 1. Venlo – Axel – Neuss – 1. Rheinberg – Zutphen – 1. Sluis – 1. Bergen-op-Zoom – 2. Geertruidenberg – 2. Breda – 2. Zutphen – 2. Deventer – Delfzijl – Knodsenburg – 1. Hulst – Nijmegen – Rouen – Caudebec – 2. Steenwijk – 1. Coevorden – 3. Geertruidenberg – 2. Coevorden – Groningen – Huy – 1. Groenlo – Lippe – Calais – 2. Hulst – Turnhout – 2. Rheinberg – 1. Moers – 2. Groenlo – Bredevoort – Enschede – Ootmarsum – 1. Oldenzaal – 1. Lingen – 1. Schenckenschans – Zaltbommel – Rees – San Andreas – Nieuwpoort – 3. Rheinberg – Ostende – 1. 's-Hertogenbosch – 2. Grave – Hoogstraten – 3. Sluis
Zwölfjähriger Friede

2. Lingen – 3. Groenlo – Aachen – Jülich – 2. Bergen op Zoom – Fleurus – 3. Breda – 2. Oldenzaal – 4. Groenlo – 2. 's-Hertogenbosch – Slaak – 2. Maastricht – Leuven – 2. Schenkenschans – 4. Breda – 2. Venlo – Kallo – 3. Hulst
Europäische Gewässer

Vlissingen – Borsele – Haarlemmermeer – Zuiderzee – Schelde – Lillo – Ponta Delgada – Bayona Islands – Golf von Almería – 1. Cadiz – Azoren – Straße von Dover – 2. Sluis – 1. Kap St. Vincent – 1. Gibraltar – 2. Gibraltar – 2. Cadiz – Lizard Point – Dünkirchen – Calais – Downs – 2. Kap St. Vincent – 2. St. Martin
Amerika

Bahia – Matanzas – St. Martin – San Juan – Abrolhos – Pernambuco – Südchile
Ostindien

Playa Honda – 1. San Salvador – 2. San Salvador – La Naval de Manila – Puerto de Cavite
In der Schlacht bei Fleurus traf während des Dreißigjährigen Krieges am 29. August 1622 das ehemalige Söldnerheer des geächteten Pfalzgrafen unter dem Befehl des Söldnergenerals Ernst von Mansfeld und seines General-Leutnants und Reiterführers, des jungen Herzogs Christian von Braunschweig, auf ein spanisches Heer unter General Gonzalo Fernández de Córdoba. Die Schlacht endete mit einem teuer erkauften Durchbruch der mansfeldischen Truppen, die sich auf dem Wege in die nördlichen Niederlande befanden, wo sie wenige Wochen später dem Fürsten Moritz von Oranien (niederländ.: Prins Maurits) helfen sollten, die von den Spaniern unter General Spínola belagerte Festung Bergen op Zoom zu befreien.
Mansfeld und Christian von Braunschweig hatten seit 1621 als Söldnerführer unter Friedrich V. von der Pfalz (dem sog. Winterkönig von Böhmen) gedient. Nach dem Ende dieser Kriegsdienste (Juli 1622) traten sie in die Dienste der Vereinigten Niederlande, die im Krieg gegen Spanien standen. Die Spanier belagerten die Stadt Bergen-op-Zoom. Deshalb erhielt das Söldnerheer, das inzwischen an die Maas, bis Sedan, gezogen war, von den Generalstaaten den Auftrag, durch die südlichen (habsburgischen) Niederlande nach Norden durchzubrechen und der belagerten Stadt Entsatz zu bringen. Nachdem Mansfeld und der Halberstädter in den Hennegau eingefallen waren und die Sambre überquert hatten, stellte sich ihnen bei dem kleinen Ort Fleurus (Grafschaft Namur), zwischen Namur und Charleroi gelegen, am Abend des 28. August das spanische Heer unter Córdoba entgegen.
Die Schlacht begann wenige Stunden später, im Morgengrauen (29. August). Auf Seiten der Angreifer befehligte Mansfeld das Fußvolk im Zentrum, Herzog Christian die Reiterei auf dem rechten Flügel. Córdoba, dessen Kavallerie schwach war, hatte sein Fußvolk zur Abwehr in vier großen Vierecken in einer Reihe aufgestellt. In dem erbitterten Kampf, der mehrere Stunden dauerte, erlitten beide Seiten beträchtliche Verluste (je 2.000–3.000 Mann). Unter den Gefallenen waren sowohl etliche spanische Vornehme als auch zwei mansfeldische Oberste, Herzog Friedrich von Sachsen-Weimar und Graf Heinrich von Ortenburg. Am Ende gelang Mansfeld und dem Halberstädter der Durchbruch. Als sie die Reste ihres Söldnerheeres dem Fürsten von Oranien zuführten und dieser sich zur Befreiung Bergens anschickte, musste Spínola die Belagerung abbrechen (4. Oktober 1622).
Herzog Christian, der Halberstädter, erlitt in der Schlacht eine Schussverletzung vier Fingerbreit über dem linken Ellenbogen, die bald darauf brandig wurde, sodass ihm in Breda der Unterarm amputiert werden musste. Die Operation wurde angeblich im Heerlager unter lautem Fanfarenschall durchgeführt. Später ließ er sich in Holland eine Prothese anfertigen.
Die Schlacht bei Fleurus (zeitgenöss. auch: Fleuru oder Fleury) wurde von spanischer Seite als großer Sieg gefeiert, obwohl Córdobas Erfolg auf dem Schlachtfeld nicht ausreichte, um sein strategisches Hauptziel – die Abwehr des feindlichen Durchzuges eines fremden Söldnerheeres durch die südlichen (spanischen) Niederlande – zu erreichen.  